# Louis A. Frothingham

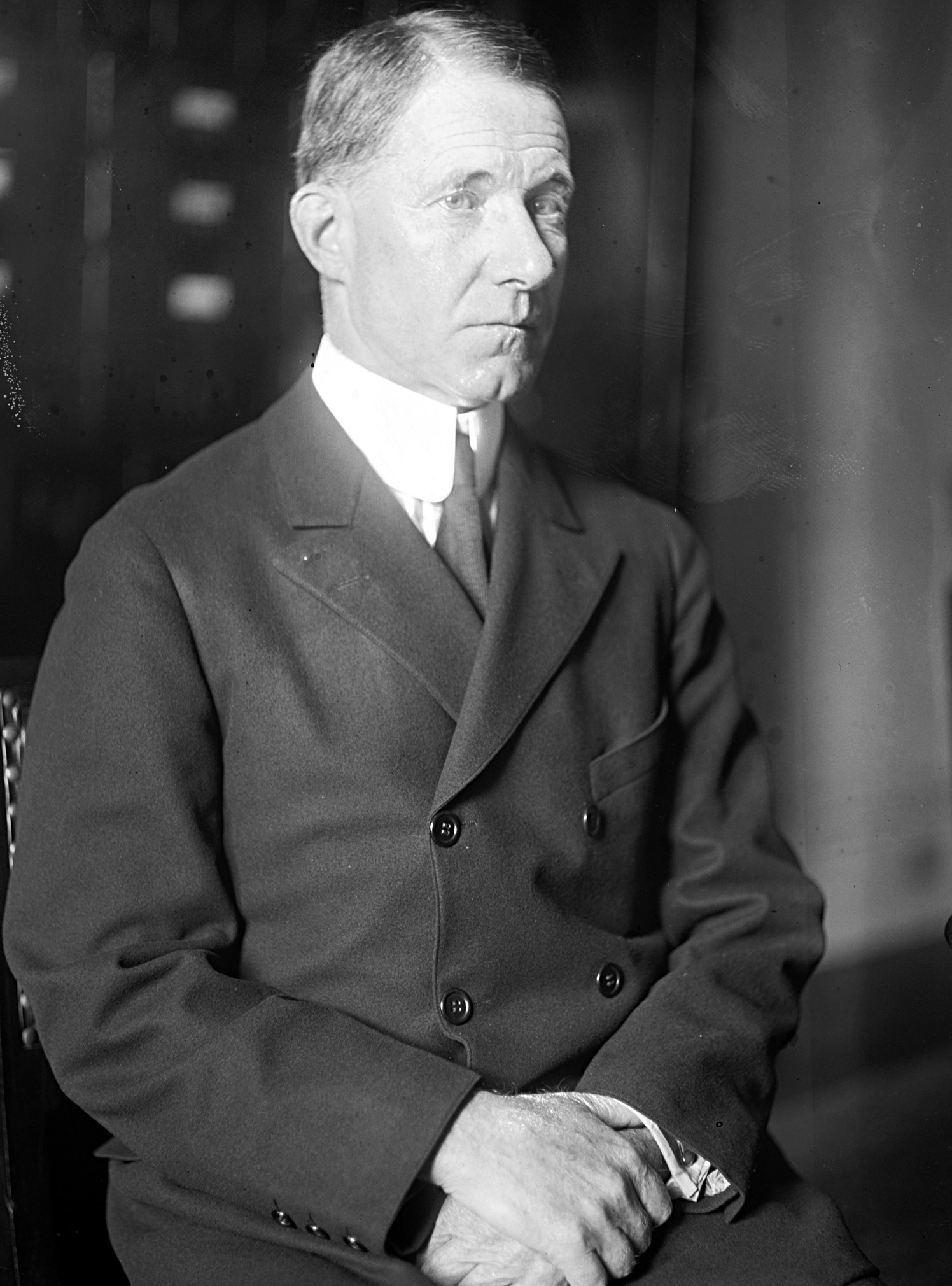
Louis A. Frothingham

Louis Adams Frothingham (* 13. Juli 1871 in Jamaica Plain, West Roxbury, Massachusetts; † 23. August 1928 bei North Haven, Maine) war ein US-amerikanischer Politiker. Zwischen 1921 und 1928 vertrat er den Bundesstaat Massachusetts im US-Repräsentantenhaus.

## Werdegang
Louis Frothingham besuchte die öffentlichen Schulen seiner Heimat und die Adams Academy. Danach studierte er bis 1893 an der Harvard University. Nach einem anschließenden Jurastudium an derselben Universität und seiner 1896 erfolgten Zulassung als Rechtsanwalt begann er in Boston in diesem Beruf zu arbeiten. Während des Spanisch-Amerikanischen Krieges war er Leutnant im United States Marine Corps. Politisch schloss er sich der Republikanischen Partei an. Zwischen 1901 und 1905 saß er als Abgeordneter im Repräsentantenhaus von Massachusetts, dessen Speaker er seit 1904 als Nachfolger von James J. Myers war. In den Jahren 1909 bis 1911 amtierte Frothingham als Vizegouverneur von Massachusetts. Im Jahr 1911 kandidierte er erfolglos für das Amt des Gouverneurs seines Staates.
Zwischen 1913 und 1916 hielt Frothingham einige Vorlesungen an der Harvard University. Seit 1916 lebte er in North Easton. Im Juni dieses Jahres nahm er als Delegierter an der Republican National Convention in Chicago teil, auf der Charles Evans Hughes als Präsidentschaftskandidat nominiert wurde. Während des Ersten Weltkriegs war er Major der United States Army. Im Jahr 1918 gehörte er der Kommission an, die Truppenbesuche aus Massachusetts in Frankreich organisierte. 1919 wurde er stellvertretender Leiter der Veteranenorganisation American Legion für Massachusetts. 18 Jahre lang war er Vorstandsmitglied der Harvard University.
Bei den Kongresswahlen des Jahres 1920 wurde Frothingham im 14. Wahlbezirk von Massachusetts in das US-Repräsentantenhaus in Washington, D.C. gewählt, wo er am 4. März 1921 die Nachfolge von Richard Olney antrat. Nach drei Wiederwahlen konnte er bis zu seinem Tod im Kongress verbleiben. Er starb am 23. August 1928 an Bord einer Yacht nahe der Insel North Haven.